# Lucjan Michałowski
Lucjan Michałowski (ur. 28 stycznia 1883 w Kórniku, zm. 24 grudnia 1943 w Poznaniu) – polski architekt i malarz.

## Życiorys
Jego ojcem był Wincenty, matką Antonina Menclewska. Ojciec był właścicielem małego folwarku. Lucjan Michałowski uczył się w gimnazjum w Trzemesznie i Wschowie. W latach 1904–1908 studiował architekturę na politechnice w Monachium. W tym czasie uczęszczał również na studium rysunku i aktu w akademii sztuk pięknych. Po ukończeniu studiów był projektantem w Urzędzie Konsystorskim we Fryburgu. W 1910 roku zamieszkał w Poznaniu i rozpoczął pracę jako samodzielny architekt. W 1912 r. ożenił się z Heleną Haertlé, córką Karola Hugona Haertlé i Elżbiety Rudlof.
Był członkiem Wydziału Technicznego Poznańskiego Towarzystwa Przyjaciół Nauk.
Działał na terenie Wielkopolski, projektując pomniki oraz budowle sakralne i ich wyposażanie (ołtarze, konfesjonały, ławki, stalle).
Jednocześnie był malarzem krajobrazów, portretów i martwych natur. Wystawiał swoje prace w Poznaniu i Krakowie. Należał do Koła Artystów Wielkopolskich i na pierwszej jego wystawie w 1914 roku pokazał 13 prac malarskich i projekty architektoniczne. Wystawy zbiorowe prac malarskich odbyły się w Towarzystwie Sztuk Pięknych w Poznaniu w 1932,1935 i 1938 roku.
Jest autorem tekstów z zakresu architektury i urbanistyki. Zmarł w roku 1943 i został pochowany na cmentarzu na Miłostowie. Jego prace znajdują się w Muzeum Narodowym w Poznaniu oraz są w posiadaniu rodziny.

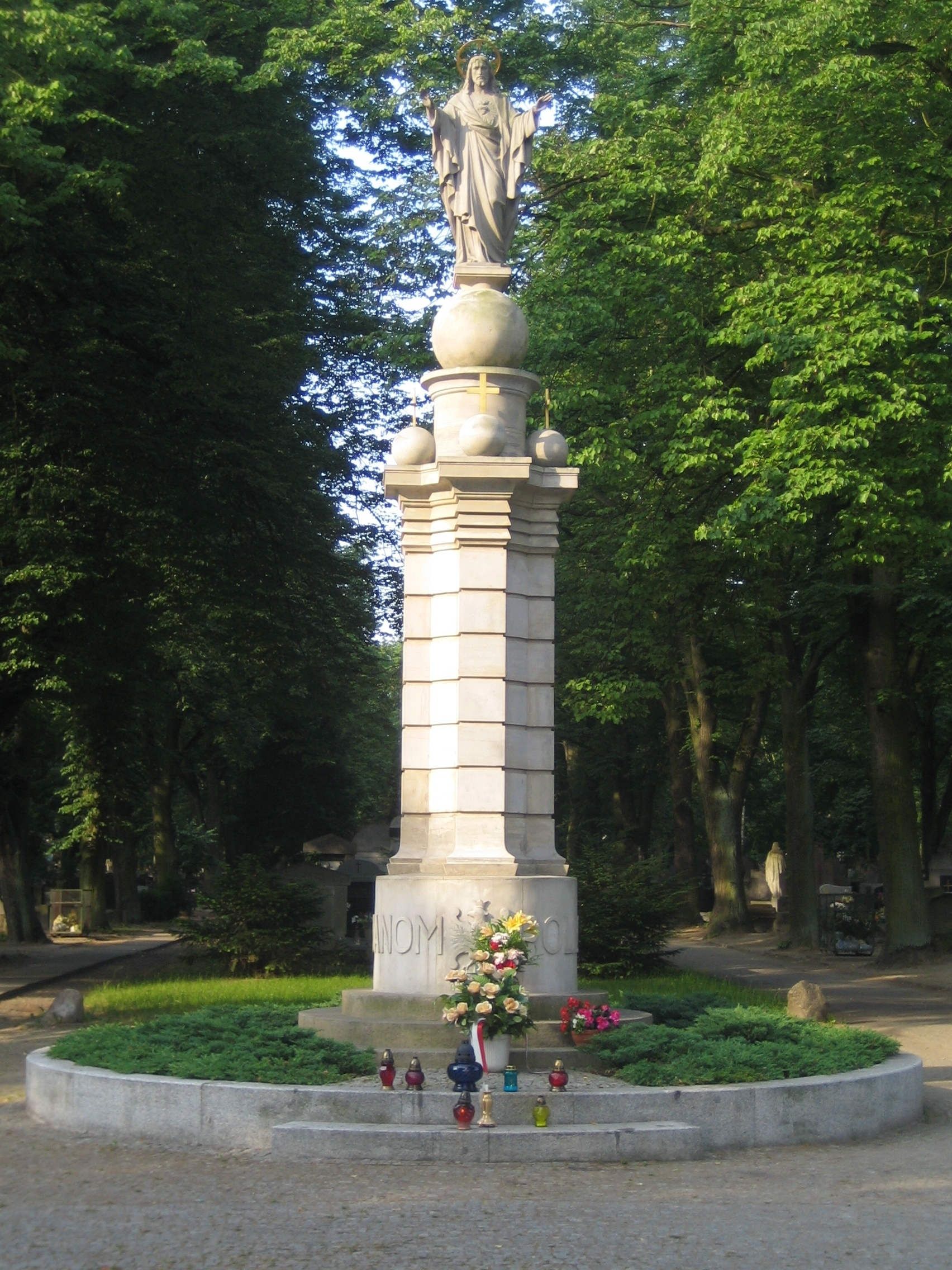
Pomnik Wdzięczności na cmentarzu jeżyckim w Poznaniu

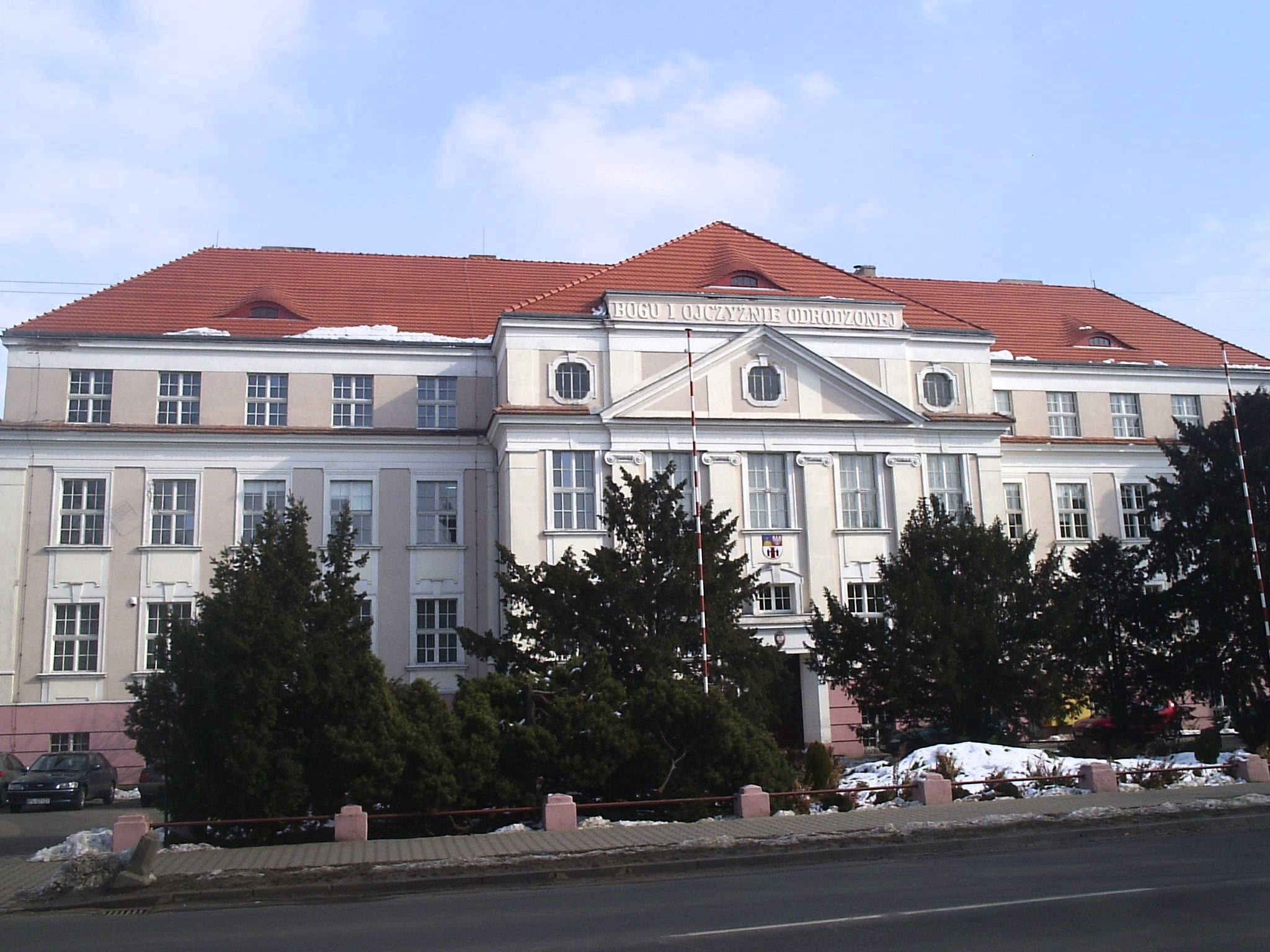
Gimnazjum w Gostyniu

## Realizacje
- Projekt gimnazjum w Gostyniu, 1923-1924.
- Projekt pomnika Powstańców Wielkopolskich na cmentarzu w Gostyniu, 1925 rok.
- Projekt Pomnika Wdzięczności na cmentarzu na Jeżycach w Poznaniu (ul. Nowina), 1932 rok.
- Pomnik Najświętszego Serca Pana Jezusa na pl. Adama Mickiewicza w Poznaniu, 1932 rok.
- Loggia przy kościele Bożego Ciała.
- Kościół w Ludziskach k.Inowrocławia, 1934 rok.
- Projekty wyposażenia wnętrza kościołów: Salezjanów i kaplicy kościoła Franciszkanów w Poznaniu oraz kościoła w Ludziskach, 1935 rok.
- Pomnik Serca Jezusa w Gostyniu, 1935 rok.
- Pomnik Królowej Korony Polskiej w Środzie Wielkopolskiej, razem z rzeźbiarzem Wawrzyńcem Kaimem, 1938 rok.
- Kościół św. Wawrzyńca w Gnieźnie, 1935-1936.
- murowana zakrystia przy kościele św. Jadwigi w Łodzi, 1936.